# Евровидение: Хор — 2019
«Евровидение: Хор — 2019» (англ. Eurovision Choir 2019) — второй хоровой конкурс под эгидой Европейского Вещательного Союза, который прошёл 3 августа 2019 года. Страной-хозяйкой была выбрана Швеция.

## Место проведения
В июне 2018 года стало известно, что второй хоровой конкурс песни «Евровидение» пройдёт в шведском городе Гётеборге на известной площадке «Скандинавиум». Эта площадка принимала Евровидение 1985 года. Однако 18 декабря этого же года стлало известно, что конкурс пройдет на другой арене - Партилле Арена.

## Формат
По правилам  конкурса, к участию допускаются любые профессиональные хоры из 4-45 человек. Продолжительность выступления каждого хора составляет 4 минуты, что на 2 минуты меньше, чем в прошлом году. Номер может включать в себя одно или несколько произведений любого жанра, которые должны отражать национальный колорит страны-участницы. Также композиции должны исполняться а капелла, то есть без музыкального сопровождения.
Нововведением этого года является второй раунд: три лучших хора приглашаются для исполнения ещё одного 3-минутного номера, после чего жюри объявляет победителя. Победитель конкурса выбирается профессиональным жюри из 3 человек. Победители конкурса получат специальный трофей, а также смогут выступить на Всемирных хоровых играх 2020 года в Бельгии.

### Жюри
В состав профессионального жюри войдет 3 человека.:
- Катарина Генрисон — певица и композитор, основатель а капелла ансамбля «The Real Group»
- Джон Раттер — композитор и дирижер (член жюри конкурса «Евровидение: Хор года — 2017»)
- Дек Шэрон — певец, режиссер, продюсер, композитор и аранжировщик

Жюри оценивало техническое мастерство хора, качество их звучания, музыкальность и интерпретацию, а также коммуникацию произведения, которое они исполнили.

### Хормейстеры
Каждая делегация для выступления привезёт своего хормейстера:
- Бельгия – Николас Дориан
- Германия – Тоно Виссинг
- Дания – Йенс Юханссон
- Латвия – Янис Озолс
- Норвегия – Гру Эспедаль
- Словения – Ясна Житник
- Уэльс – Исльвин Эванс
- Швейцария – Антуан Краттингер
- Швеция – Расмус Кригстрем
- Шотландия – Джой Данлоп

## Страны-участницы
Официальный список участников был опубликован 18 декабря 2018 года и включал десять стран. Из них 5 стран примут участие в конкурсе впервые: Норвегия, Франция, Швейцария, Швеция и Шотландия. Австрия, Венгрия и Эстония приняли решение отказаться от участия. 20 марта 2019 года было объявлено, что одиннадцатой страной-участницей стала Дания, несмотря на первоначальный отказ. Однако 21 мая 2019 года Франция отказалась от участия.

### Первый раунд
| №  | Страна    | Хор                    | Композиция(и) | Язык                                                        | Результат |
| -- | --------- | ---------------------- | --- | ----------------------------------------------------------- | --------- |
| 1  | Швеция    | Zero8                  | 1) Khourmi 2) Hej, dunkom så länge vi levom                                                                                  | Шведский                                                    | —         |
| 2  | Бельгия   | Almkalia               | 1) Made in Belgium (попурри)                                                                                                 | Английский, Французский                                     | —         |
| 3  | Латвия    | MASKA                  | 1) Pērkontēvs | Латышский                                                   | Финалист  |
| 4  | Германия  | BonnVoice              | 1) O Täler weit 2) Die Gedanken sind frei                                                                                    | Немецкий                                                    | —         |
| 5  | Норвегия  | Volve Vokal            | 1) Ønskediktet | Норвежский                                                  | —         |
| 6  | Дания     | Vocal Line             | 1) True North | Английский                                                  | Финалист  |
| 7  | Шотландия | Alba                   | 1) Cumha na Cloinne 2) Ach a' Mhairead 3) Alba                                                                               | Шотландский                                                 | —         |
| 8  | Словения  | Jazzva                 | 1) Spomenčice | Словенский                                                  | Финалист  |
| 9  | Швейцария | Cake O’Phonie          | 1) Chante en mon cœur 2) La sera sper il lag 3) Poi 4) Le ranz des vaches 5) La ticinella 6) Beresinaliedet 7) Chanson d'ici | Французский, Итальянский, Немецкий, Романшский, Арпитанский | —         |
| 10 | Уэльс     | Ysgol Gerdd Ceredigion | 1) Cúlna 2) Ar Lan y Môr | Ирландский, Валлийский                                      | —         |

### Второй раунд
| № | Страна   | Хор        | Композиция       | Язык       | Место |
| - | -------- | ---------- | ---------------- | ---------- | ----- |
| 1 | Латвия   | MASKA      | Come, God!       | Латышский  | 2     |
| 2 | Дания    | Vocal Line | Viola            | Датский    | 1     |
| 3 | Словения | Jazzva     | Fly, Little Bird | Словенский | 3     |

## Другие страны
- Австрия — 18 декабря 2018 года ЕВС опубликовал список участников на 2019 год. Австрия не участвовала в этом конкурсе и, следовательно, откажется от участия в конкурсе. Последнее участие страны было в 2017 году.
- Андорра  — 19 мая 2018 года RTVA подтвердило, что Андорра не будет участвовать в каких-либо мероприятиях ЕВС в будущем. В качестве причины указывается высокая стоимость.[16]
- Босния и Герцеговина — 4 марта 2022 года было объявлено, что радиостанции BHRT грозит закрытие после того, как банковские счета радиостанции были заблокированы, что, кроме того, привело к банкротству радиостанции. Кроме того, с декабря 2016 года радиостанция была исключена из всех предложений из-за непогашенных платежей.[17] Последнее участие страны было в 2012 году.
- Венгрия — 18 декабря 2018 года ЕВС опубликовал список участников на 2019 год. Венгрия не участвовала в этом конкурсе и, следовательно, откажется от участия в конкурсе. Последнее участие страны было в 2017 году.
- Румыния — ранее Румыния заявляла о своем дебюте на конкурсе, проведя даже отбор, на котором победу одержал патриарший хор «Символ»[18]. Однако в окончательном списке стран-участниц Румынии не оказалось. Позже выяснилось, что румынская телевещательная корпорация (TVR) отклонила приглашение принять участие[19].
- Эстония — 16 ноября 2018 года эстонская общественная телерадиовещательная корпорация (ERR) подтвердила, что они не примут участие во втором издании конкурса[20]. Последнее участие страны было в 2017 году.
- Франция — изначально страна подтвердила участие в конкурсе, но 21 мая 2019 года страна отказалась из-за проблем с логистикой в выбранном хоре.[21]